# Supercoppa lussemburghese (pallavolo maschile)
La Supercoppa lussemburghese è una competizione pallavolistica per squadre di club lussemburghesi maschili, organizzata con cadenza annuale dalla FLVB.

## Edizioni
| Edizione      | Edizione          | Podio         | Podio         | Podio         |               |
| Anno          | Sede della finale | Campione      | Risultato     | Finalista     |               |
| ------------- | ----------------- | ------------- | ------------- | ------------- | ------------- |
| 2018 Dettagli | Lussemburgo       | Escher        | 3 - 1         | Fentange      |               |
| 2019 Dettagli | Lussemburgo       | Strassen      | 3 - 0         | CHEV          |               |
| 2020-2021     | -                 | Non disputata | Non disputata | Non disputata | Non disputata |
| 2022 Dettagli | Lussemburgo       | Bartréng      | 3 - 2         | Strassen      |               |
| 2023 Dettagli | Lorentzweiler     | Strassen      | 3 - 2         | Fentange      |               |
| 2024 Dettagli | Bertrange         | Strassen      | 3 - 0         | Echternach    |               |

## Palmarès
| Squadra  | Titolo | Edizione         |
| -------- | ------ | ---------------- |
| Strassen | 3      | 2019, 2023, 2024 |
| Escher   | 1      | 2018             |
| Bartréng | 1      | 2022             |